# Scuola Universalista Spagnola del XVIII secolo
La Scuola Universalista Spagnola del XVIII secolo, il cui nucleo è formato da Juan Andrés, Lorenzo Hervás e Antonio Eximeno, è costituita da una trentina di autori, più o meno in rapporto tra loro, e diversi predecessori. Nell’insieme, essi delineano una tradizione umanistica che prosegue ininterrotta fino a sfociare in un Illuminismo di rilievo, la cui apparizione modifica il volto della cultura ispanica e occidentale moderna.
La Scuola Universalista concerne in generale il mondo ispanico, ma anche l’Italia, dove molti dei suoi autori vivranno l’esilio e comporranno le loro opere. Questa Scuola rappresenta la creazione della Comparatistica moderna. È un Illuminismo non politico ma umanistico e scientifico, la cui statura è stata solo recentemente ricostruita: la sua straordinaria dimensione ratifica i molteplici dubbi relativi all’immagine ricevuta della cultura del Settecento. La Scuola Universalista Spagnola del XVIII secolo fa emergere un portentoso Illuminismo tardivo, empirista e cristiano, che per la prima volta accede a una visione globale del mondo e della scienza. Essa delinea un procedimento epistemologico e storico che oggi, nell'epoca della Globalizzazione, dell’inerzia del mercato e della comunicazione elettronica, si mostra in tutta la sua solidità.
Juan Andrés è l'autore della prima grande Storia Universale della Letteratura (Dell’origine, progressi e stato attuale d’ogni letteratura), un progetto che si fonda sulla concezione della letteratura come totalità (si considerano, infatti, sia le Belle Lettere che le Scienze Fisico-naturali). Lorenzo Hervás pubblicò una Idea dell'Universo: il tomo XVII raccoglie un Catalogo delle lingue conosciute, opera pioniera nel campo della linguistica comparata. Antonio Eximeno presenta un'opera eterogenea, che spazia dalla Matematica alla Letteratura ed è principalmente noto per i suoi studi musicologici (Dell'origine e delle regole della musica colla storia del suo progresso, decadenza, e rinnovazione).

## Opere principali
La maggior parte delle opere principali sono state scritte originalmente in italiano e poi tradotte in spagnolo.
- Juan Andrés, Prospectus philosophiae universae Publicae disputationi propositae in Templo Ferrariensi P. P. Societatis Jesu Anno 1773..., Ferrara, Josepho Rinaldi Typographo, 1773.
- Juan Andrés, Dell’origine, progressi e stato attuale d’ogni letteratura, Parma, Stamperia Reale, 7 voll. + 1 (1822), Parma, Tipografia Ducale [Bodoni], 1782-1799. (Edizione moderna e critica: dir. P. Aullón de Haro, Madrid, Verbum, 1997-2002, 6 voll.).
- Juan Andrés, Cartas familiares, V t., 1786-1793. (Edizione moderna e critica: dir. P. Aullón de Haro, Madrid, Verbum, 2004, 2 voll.).
- Juan Andrés, La Biblioteca Real de Nápoles. Los expolios y la fuerza de la memoria, ed. P. Aullón de Haro, F.J. Gran, D. Mombelli, Madrid, Instituto Juan Andrés, 2020.
- Lorenzo Hervás, Idea dell’Universo, che contiene la Storia della vita dell’uomo, Elementi cosmografici, Viaggio estatico al mondo planetario, e Storia della Terra, Cesena, Gregorio Biasini, 1778-1787, 21 vols.
- Lorenzo Hervás, Catalogo delle lingue conosciute, e notizia delle loro affinità e diversità, Cesena, per Gregorio Biasini, all’insegna di Pallade, 1784 (Vol. XVII dell'Idea dell’Universo).
- Antonio Eximeno, Dell'origine e delle regole della musica colla storia del suo progresso, decadenza, e rinnovazione. Opera di D. Antonio Eximeno dedicata all'augusta Real Principessa Maria Antonia Valburga di Baviera elettrice vedova di Sassonia. Avviso a’ letterati, ed a gli amatori della musica, Roma, Michel’Angelo Barbiellini, 1774.
- Antonio Eximeno (1789), De la Institución de los Estudios Filosóficos y Matemáticos, ed. de F.J. Juez Gálvez, Introd. de P. Aullón de Haro, Madrid, Instituto Juan Andrés, 2023.
- Juan Ignacio Molina, Saggio sulla storia naturale del Chili, Bolonia, S. Tommaso D’Aquino stamperia, 1782 (2ª ed. Bolonia, 1810). (Trad. esp.: Ensayo sobre la historia natural de Chile, ed. de R. Jaramillo, Santiago de Chile, Ediciones Maule, 1987). (Trad. fr.: Essai sur l’Histoire naturelle du Chili, trad. y ed. de M. Gruvel, Paris, Chez N. de la Rochelle, 1789). (Trad. al.: Versuch einer Naturgeschichte von Chili, trad. de J.D. Brandis, Leipzig, 1786).

## Commemorazioni
Nel 2017, in occasione del bicentenario della morte di Juan Andrés (1740-1817), l'Instituto Juan Andrés de Comparatística y Globalización ha promosso una serie di attività accademiche e scientifiche. La Scuola Universalista Spagnola è stata così oggetto di una grande mostra bibliografica presso la "Biblioteca Histórica Marqués de Valdecilla" dell’Università Complutense di Madrid, inaugurata il 18 gennaio 2017 e realizzata in collaborazione con l’AECID (Agencia Española de Cooperación Internacional para el Desarrollo). Per quest'occasione si è pubblicato per la prima volta un manoscritto inedito di Juan Andrés intitolato Furia. Disertación sobre una inscripción romana: nello studio introduttivo si ricostruisce sinteticamente parte dell’attività ermeneutica e scientifico-letteraria dell’ideatore della Storia Universale e Comparata della Letteratura.
Le commemorazioni dell'Anno Juan Andrés, la pubblicazione dell’esteso apparato documentale e bibliografico Juan Andrés y la Escuela Universalista Española, così come la consegna del VIII Premio Juan Andrés de Ensayo e Investigación en Ciencias Humanas corrispondente, si chiuderanno a gennaio 2018, con una mostra e un convegno che avranno luogo presso la Biblioteca Nazionale di Napoli.